# Балкан филм фест
Балкан филм фест е фестивал на балкански филми в Полша, проведен за първи път през 2011 година.
Проведени са 2 издания на фестивала. Инициатор и организатор е Институтът по славянски филологии към Университета „Адам Мицкевич“ в Познан. Първото издание е проведено на 20 май 2011 година в Познан, под патронажа на Сръбския филмов център. На този фестивал се прожектират само сръбски филми, поради което фестивалът също е наричан Седмица на сръбското кино.
В периода от 14 май до 28 юни 2012 година е проведено второто издание на фестивала, този път в 6 полски града – Познан, Ополе, Гданск, Торун, Лодз, Краков, в които вече се прожектират не само сръбски филми, а също хърватски, македонски, албански, босненски, както и български.
Фестивалите привличат много голям интерес на публиката и срещат положителен отзив от страна на местните медии. На фестивала са прожектирани „Меден месец“ – драма от 2009 година, първата сръбско-албанска продукция в историята, „Свети Георги убива змея“ – военноисторическа сръбска драма, най-често гледаната вътрешна продукция през 2009 г., „Кино Лика“ – хърватска драма от 2009 г. и босненска военна комедия-драма от 2005 г. „Go West“ и много други.
За лятото 2013 година е планирано следващото, 3-то по ред издание на фестивала.